# Liparis micraspidophorus
Liparis micraspidophorus és una espècie de peix pertanyent a la família dels lipàrids.

## Hàbitat
És un peix marí, demersal i de clima polar que viu entre 0-5 m de fondària.

## Distribució geogràfica
Es troba al Pacífic nord: l'illa de Bering (illes del Comandant) i des de l'illa d'Attu (illes Aleutianes) fins a Cold Bay (Alaska).

## Observacions
És inofensiu per als humans.